# إزميرالدا (مسلسل)
إزميرالدا هو عنوان مسلسل مكسيكي ناطق بالإسبانية من بطولة كل من ليتيسيا كالدرون وفرناندو كولونجا كان قد عرض على القنوات العربية في بداية الألفية الثالثة بعد دبلجته إلى اللغة العربية الفصحى في أستوديوهات المؤسسة اللبنانية للإرسال.
يذكر أن المسلسل حقّق نسب مشاهدة مرتفعة في أغلب البلدان التي عُرض فيها.

## نسخة ثالثة
مسلسل إزميرالدا كان أول مشروع للمنتجة المكسيكية  Salvador Mejia التي قامت باقتباس فكرته وعنوانه من مسلسل فنزويلي قديم عُرض سنة 1970 تحت نفس العنوان "Esmeralda" بطولة Lupita Ferrer وJosé Bardina.
كما كانت هناك نسخة ثانية مكسيكية بعنوان "Topacio" وقع عرضها سنة 1984 بطولة Grecia Colmenares وVictor Camra.
كما تجدر الإشارة أن نسخة رابعة برازيلية قد لحقت الركب سنة 2004 بطولة Diana Castanho وClaudio Lins.

## الجوائز

### جوائز Premios TVyNovelas 1998
| الفئة             | الشخص               | النتيجة |
| ----------------- | ------------------- | ------- |
| أفضل مسلسل        | Salvador Mejia      | فوز     |
| أفضل بطلة         | Leticia Calderón    | ترشيح   |
| أفضل بطل          | Fernando Colunga    | فوز     |
| أفضل ممثلة شريرة  | Laura Zapata        | ترشيح   |
| أفضل ممثل شرير    | Salvador Pineda     | ترشيح   |
| أفضل وجه جديد     | Raquel Olmedo       | ترشيح   |
| أفضل ممثل         | Ignacio López Tarso | فوز     |
| أفضل ممثلة مساعدة | Raquel Morell       | ترشيح   |
| أفضل ممثل مساعد   | Enrique Lizalde     | ترشيح   |

## طاقم تمثيل المسلسل

بطلا المسلسل: إزميرالدا وخوسيه أرماندو

### الشخصيات البطلة
وهي:
Leticia Calderón بدور  Esmeralda Peñarreal de Velasco de Peñarreal
Fernando Colunga بدور José Armando Peñarreal de Velasco
Laura Zapata بدور Fátima Linares Vda. de Peñarreal
Nora Salinas بدور Graciela "Gracielita" Peñarreal Linares Vda. de Valverde
Alejandro Ruiz بدور Adrián Lucero
Enrique Lizalde بدور Don Rodolfo Peñarreal
Raquel Morell بدور Doña Blanca de Velasco de Peñarreal
Alberto Ortiz بدور José Rodolfo Peñarreal Peñarreal
Ana Patricia Rojo بدور Georgina Pérez-Montalvo
Salvador Pineda بدور Dr. Lucio Malaver
Ignacio López Tarso بدور Melesio "El Bobo Melesio"
Juan Pablo Gamboa بدور Dr. Álvaro Lazcano
Gustavo Rojo بدور Dr. Bernardo Pérez-Montalvo
Raquel Olmedo بدور Dominga
Rosita Pelayo بدور Hilda
Irán Eory بدور Sor Piedad

### الشخصيات الثانوية
Natasha Dupeyrón بدور Esmeralda (طفلة)
Noé Murayama بدور Fermín
Elsa Cárdenas بدور Hortensia Lazcano
Raúl Padilla "Choforo" بدور Trolebús
Dina de Marco بدور Crisanta
Raquel Pankowsky بدور Juana
Elsa Navarrete بدور Aurora" Aurorita"
Esther Rinaldi بدور Florecita Lucero
Juan Carlos Serrán بدور Dionisio Lucero
María Luisa Alcalá بدور Doña Socorro "Socorrito"
Rafael del Villar بدور Sebastián Robles-Gil
Sergio Jurado بدور Licenciado Joaquín Estrada
Gustavo Aguilar بدور Anuar
Gabriela Aponte بدور Benita
Alejandro Ávila بدور Diseñador
Eduardo Cáceres بدور Femio
José Antonio Coro بدور Licenciado Díaz Mirón
Roberto D'Amico بدور Gustavo Valverde
Gabriela del Valle بدور Zoila
Odín Dupeyrón بدور Gabino
Paola Flores بدور Tomasa
Dacia González بدور Rita Valverde
Isadora González بدور Tania
Jesús Lara بدور Tomás
Alma Rosa López Lotfe بدور Maribel
Melba Luna بدور Epifanía
Lorena Martínez بدور Sor Lucila
Fabrizio Mersini بدور Luis
María Morena بدور Doris Camacho
Genoveva Moreno بدور Zenaida
Úrsula Murayama بدور Jacinta
Genoveva Pérez بدور Eufrasia
Jaime Puga بدور Lino
Carlos Ramírez بدور Dr. Ramos
Juan Ríos Cantú بدور Claudio
José Luis Rojas بدور Eleno
Mauricio Rubi بدور Facundo
Roberto Ruy بدور Indio Ofelio
Dolores Salomón بدور Tula
Gabriela Salomón بدور Petra
Cuco Sánchez بدور Don Cuco
Alberto Santini بدور Ignasio Nacho
Irma Torres بدور Altagracia
Marco Uriel بدور Emiliano Valverde
Horacio Vera بدور Ciriaco
Daniel Salazar بدور Mayordomo
Nicky Mondellini بدور Dra. Rosario Muñoz
Enrique Marine بدور Juanito
Claudio Rojo بدور Dr. Valdivia

## روابط خارجية
- إزميرالدا على موقع IMDb (الإنجليزية)
- إزميرالدا على موقع فيلمافينيتي (الإسبانية)
- إزميرالدا على موقع كينوبويسك (الروسية)
- إزميرالدا على موقع قاعدة بيانات الفيلم (الإنجليزية)